# Tim Krabbé
Tim Krabbé (nascut el 13 d'abril de 1943 a Amsterdam, Països Baixos), és un periodista i novel·lista neerlandès.
És fill del pintor Maarten Krabbé (1908–2005) i de la traductora jueva Margreet Reiss. És germà de l'actor Jeroen Krabbé, i de l'artista i dissenyador Mirko Krabbé. El nebot de Tim, Martijn Krabbé, és també una personalitat dels mitjans neerlandesos.

## Escriptor
Els seus escrits han aparegut en molts dels principals periòdics dels Països Baixos. És conegut pels lectors neerlandesos per la seva novel·la De Renner (El Corredor), publicada per primer cop el 1978 en la qual descriu el desenvolupament d'una cursa ciclista. A l'estranger, en canvi, és més conegut com a l'autor de Het Gouden Ei (“L'ou d'or”), que va ser portada al cinema el 1988 amb el títol The Vanishing (en Krabbé en va escriure el guió). D'altres obres exitoses que ha escrit són, La Cova (De Grot) i La Filla de Kathy (Kathy's Dotcher).

## Jugador d'escacs
Tot i que Krabbé ha estat jugador d'escacs de competició, és actualment inactiu des de fa molts anys, i mai no va assolir un elevat nivell internacional. És, però, conegut en l'àmbit escaquístic per la seva tasca com a escriptor i periodista, i per ser l'administrador d'un lloc web de referència. Krabbé va compondre un cop un problema d'escacs en què es produïa un enroc vertical (vegeu problema d'escacs de fantasia), abans que aquest moviment fos expressament prohibit.